# Wilhelm Wallisch
Wilhelm Wallisch (* 2. Juni 1862 in Buchau; † 10. November 1952 in Wien) war ein österreichischer Zahnmediziner.

## Leben
Der aus Buchau bei Luditz gebürtige Wilhelm Wallisch widmete sich nach abgelegter Matura einem Studium der Medizin an der Deutschen Universität Prag, das er 1886 mit dem Erwerb des akademischen Grades eines Dr. med. abschloss. Wallisch wirkte in der Folge seit 1887 als Militärarzt, Professor der Naturgeschichte, Facharzt für Zahnheilkunde sowie Chefarzt an der Militär-Oberrealschule in Mährisch Weißkirchen, bevor er 1894 in den Zivilstand wechselte und sich als Zahnarzt und Obermedizinalrat in Karlsbad niederließ. Zusätzlich hatte er seit 1909 eine Privatdozentur an der Universität Wien inne. Der 1952 in Wien im Alter von 90 Jahren verstorbene Wilhelm Wallisch war der Vater des Schriftstellers und Mediziners Friedrich Wallisch.
Wilhelm Wallisch, der als international anerkannter Theoretiker und Praktiker der Kieferanatomie- und chirurgie sowie der Zahn- und Mundpathologie galt, war der Erfinder eines Artikulators.

## Schrift
- Leitfaden der zahnärztlichen Metallarbeit, 2., umgearbeitete und erweiterte Auflage, Felix, Leipzig, 1920